# Alfonso al VI-lea al Leonului și Castiliei
Alfonso al VI-lea (n. iunie 1040, Santiago de Compostela, Galicia, Spania – d. 1 iulie 1109, Toledo, Castilia-La Mancha, Spania), poreclit și cel Curajos, a fost regele Leonului din 1065, regele Castiliei și regele de facto al Galiciei din 1072. După cucerirea regiunii Toledo, în 1085, el s-a autoproclamat victoriosissimo rege in Toleto, et in Hispania et Gallecia (cel mai victorios rege de Toledo, Spania și Galicia).
A fost fiul mijlociu al celor trei fii ai regelui Ferdinand I și Sancha de Leon. Lui Alfonso i s-a alocat Leonul atunci când regatul a fost împărțit după moartea tatălui său, în timp ce Castilia a fost dată fratelui mai mare, Sancho și fratelui mai mic, Garcia, iar surorile sale, Urraca și Elvira au primit orașele Zamora și Toro. Se pare că Alfonso a fost primul care făcut pasul în încălcarea acestei diviziuni. În 1068, el a invadat regiunea galiciană Tifa de Badajoz și a cerut tribut. Ca răspuns, Sancho l-a atacat și l-a învins pe Alfonso la Llantada însă trei ani mai târziu, în 1071, cei doi și-au unit forțele împotriva lui Garcia.
Sancho a mărșăluit pe lângă ținutul lui Alfonso pentru a cuceri terenurile din nord ale Galiciei, în timp ce Alfonso se preocupa de partea de sud a tărâmului. Garcia a fugit la Sevilia iar frații rămași s-au întors unul împotriva celuilalt. Acest conflict a culminat în bătălia de la Golpejera la începutul lunii ianuarie 1072. Sancho s-a dovedit victorios și Alfonso a fost nevoit să fugă în Toledo. Mai târziu în același an, în timp ce Sancho își muta ultimele rezistențe, asediând-o pe sora sa, Uracca la Zamora, iar în octombrie a fost asasinat. Acest lucru i-a deschis calea lui Alfonso să se întoarcă și să pretindă coroana lui Sancho. Gracia, care se întorsese din exil, a fost intemnițat pe viață de Alfonso, lăsându-l pe acesta să aibă control absolut în toate teritoriile tatălui său.
Alfonso a fost invins pe 23 octombrie 1086, în bătălia de la Sagrajas, de către Yusuf ibn Tashfin și Abbad al III-lea al-Mu'tamid și a fost lovit sever la picior. Alfonso începuse negocierile pentru a o căsători pe verișoara sa cu Alfonso I al Aragnonului și Navarei, însă a murit înainte ca această căsătorie să aibă loc.